# MAC M1924/29
El Fusil Mitrailleur Modèle 1924 M29 (Fusil Ametrallador Modelo 1924 M29, en francés) fue la ametralladora ligera estándar del Ejército francés desde inicios de la década de 1930 hasta la de 1950.

## Desarrollo
Al finalizar la Primera Guerra Mundial, el Ejército francés buscaba reemplazar al problemático Fusil-Mitrailleur Mle 1915, más conocido como ametralladora Chauchat. Los comandantes franceses consideraron adoptar el BAR, pero eventualmente pidieron desarrollar un arma de producción local. La MAS (acrónimo de Manufacture d'armes de Saint-Étienne, una de las varias fábricas estatales de armas de Francia), propuso una copia directa del BAR, pero, la Manufacture d'Armes de Châtellerault (MAC) ganó el contrato con su arma, que estaba ligeramente basada en el mecanismo del BAR. El nuevo Fusil-Mitrailleur Mle 1924 (Fusil Automático Modelo 1924) o FM M1924 tenía un bípode, una culata alineada con el cañón, un pistolete, un cargador de 25 cartuchos que se insertaba sobre el cajón de mecanismos y un cerrojo que se quedaba abierto al disparar el último cartucho. Todas sus aberturas estaban muy bien protegidas contra el lodo y el polvo. Su cadencia era de 450 disparos/minuto, permitiéndole disparar de forma continua sin que se sobrecaliente. Ya que el cartucho estándar 8 mm Lebel había demostrado no ser apropiado para cargadores de gran capacidad, la M29 empleaba el nuevo cartucho 7,5 x 57 MAS.
A finales de la década de 1920, la FM Mle 24 entró en producción y servicio limitados, debido a la aparición de diversos problemas con la nueva munición. En especial durante la guerra del Rif, los cartuchos 7,92 x 57 Mauser que eran empleados por las tropas auxiliares en fusiles capturados podían cargarse por error en la ametralladora, con desastrosos resultados. Esta situación condujo al desarrollo del cartucho 7,5 x 54 MAS, que fue elegido en 1929 como el cartucho estándar de todos los futuros fusiles y ametralladoras del ejército francés. La modificada Fusil-Mitrailleur Modèle 1924 Modifié 1929 (FM 24/29) fue producida en masa durante la década de 1930 hasta que los anteriores modelos fueron retirados del servicio.
El cajón de mecanismos de la FM 24/29 también fue empleado en el subfusil bullpup Delacre M36, diseñado por Henri Delacre.
Tanto la M1924 como la M1924/29 modificada compartían las mismas características: bípode plegable, culata alineada con el cañón, pistolete, cargador de 25 cartuchos insertado sobre el cajón de mecanismos y cerrojo que se mantenía abierto al disparar el último cartucho. Tenían dos gatillos: el delantero servía para disparar en modo semiautomático y el posterior para disparar en modo automático. En general, esta nueva arma era precisa y muy fiable, pero su cañón estaba bien atornillado en el cajón de mecanismos, como el del fusil automático Browning (BAR), por lo que no podía desmontarse rápidamente en combate como el de la ametralladora ligera Bren. El manual de instrucciones del Ejército francés (julio de 1925) recomendaba no disparar más de 400 cartuchos de forma continua, ya que el arma necesitaría una pausa de entre diez a quince minutos para que se enfríe. En cambio, el manual francés recomienda el siguiente procedimiento para la M1924: disparar cuatro o cinco cargadores (100 a 125 cartuchos), tomar una breve pausa y repetir los pasos anteriores, lo que permitía un buen desempeño y amplios períodos de disparo.

## Historial de combate

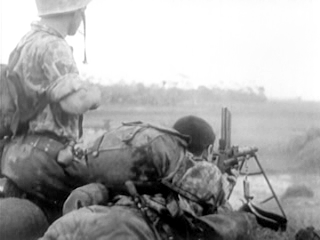
Paracaidistas del BEP de la Legión Extranjera Francesa, disparando una FM 24/29 durante una emboscada del Viet Minh (1952).

La FM 24/29 era el arma automática de escuadrón estándar de la infantería y caballería francesas al inicio de la Segunda Guerra Mundial. Los alemanes capturaron varios ejemplares en 1940 y las emplearon durante la guerra. 
A partir de 1943, mientras que el ejército francés era reequipado y reorganizado en África del Norte con ayuda Aliada, la FM 24/29 fue mantenida en servicio porque las tropas francesas la consideraban superior al BAR.
La FM 24/29 sirvió en las Fuerzas Armadas hasta después del final de la Guerra de Argelia, siendo ampliamente utilizada en la guerra de Indochina. Fue reemplazada por la ametralladora media AAT-52 en la década de 1960, aunque todavía fue empleada por las brigadas regionales de la Gendarmerie Nationale hasta el 2006.

## Variantes

### Ametralladora Modelo 1924/1929D

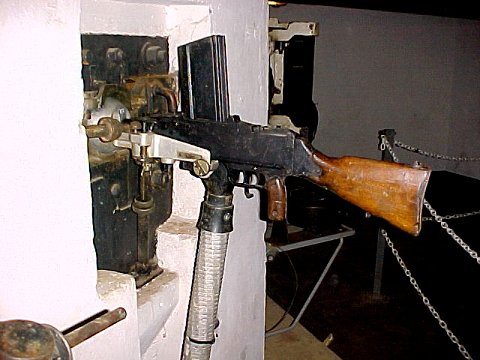
Una Modelo 1924/1929D montada en una tronera de la Línea Maginot.

La ametralladora Modelo 1924/1929D era una variante de la MAC 1924/29, adaptada para disparar a través de las troneras de los búnkeres de la Línea Maginot.

### M1931
Otro derivado de la M1924/29, la MAC Modèle 1931 tenía un cañón pesasdo y era alimentada mediante un tambor lateral de 150 cartuchos. Fue producida como una ametralladora pesada para montarse a bordo de tanques y en fortificaciones, especialmente en la Línea Maginot.

## Usuarios
- Alemania nazi: Empleó ametralladoras capturadas. La M1924/29 recibió la designación Leichtes MG 116(f).[3] Las pocas M1924 sobrevivientes recibieron la designación Leichtes MG 115(f).[4]
- Argelia[5]
- Benín[6]
- Costa de Marfil[6]
- Finlandia: Recibió 100 ametralladoras y las empleó en la Guerra de Invierno.[7]
- Francia: Adoptada por el Ejército francés en 1924.[8] También estuvo en servicio con la Gendarmería Nacional.[9]
- Israel: Al menos 200 ametralladoras M1924/29 estaban en servicio con las FDI, posiblemente mucho antes de su formación. Un manual de campaña fue escrito o traducido por la Haganah en 1942. En este, la ametralladora era llamada "מקלע צרפתי שטו", o "Ametralladora francesa Château", probablemente una corrupción de "Châtellerault", donde se producía la M1924/29.

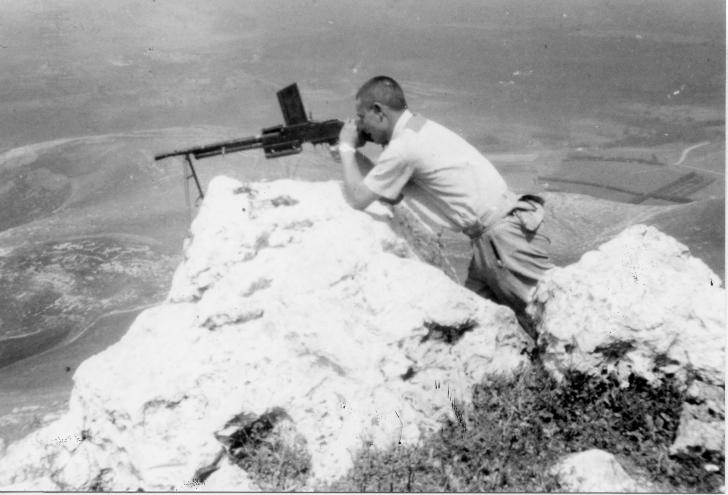
Nido de ametralladora de la Brigada Yiftach en el kibutz Misgav Am, cerca de la frontera libanesa (1948).

- Líbano[6]
- Níger[10]
- Reino de Laos: Entregadas por el gobierno francés durante la guerra de Indochina.[11]
- República Centroafricana[6]
- República del Congo[6]
- Vietnam del Norte: Fue empleada por el Viet Minh y el Viet Cong,[12][13] siendo conocida como Vĩnh Cát, del francés vingt quatre (24).[14]
- Vietnam del Sur: Fue empleada por el Ejército Nacional Vietnamita.[15]
- Yibuti[16]